# Vladimir Jesjinov
Vladimir Nikolajevitj Jesjinov (på russisk: Владимир Николаевич Ешинов) (født 18. februar 1949 i Kirisji, Sovjetunionen, død 30. juli 2024) var en russisk roer, olympisk guldvinder og dobbelt verdensmester.

## Rokarriere
Jesjinov vandt sammen med Nikolaj Ivanov og styrmand Valentin Kostisjin bronze ved VM i roning i 1970, og året efter vandt Jesjinov og Ivanov med Aleksandr Lukjanov som styrmand EM-bronze. Ved OL 1972 stillede Jesjinov og Ivanov op med styrmanden Jurij Lorentsson, og de blev nummer fem.
Ved EM 1973 var Lukjanov igen styrmand, og denne gang vandt den sovjetiske båd guld, og ved VM 1974 vandt samme besætning guld. Derpå skiftede Jesjinov, Ivanov og Lukjanov til firer med styrmand, og de var med til at blive verdensmester i denne båd i 1975.
Sovjetunionen stillede derpå op med VM-vinderne fra 1975 ved OL 1976 i Montreal. Bådens besætning bestod ud over Jesjinov, Ivanov og Lukjanov af Mikhail Kusnetsov, Aleksandr Klepikov samt Aleksandr Sema (der roede det indledende heat). I indledende heat blev de nummer to, mens de vandt deres semifinale, hvor de satte olympisk rekord. I finalen sikrede den sovjetiske båd sig guldet foran DDR, der fik sølv, og Vesttyskland, der tog bronzemedaljerne.

## OL-medaljer
- 1976:  Guld i firer med styrmand